# Église Saint-Nicolas de Pougy
L'église Saint-Nicolas de Pougy, anciennement collégiale Saint-Nicolas de Pougy, est située sur la commune de Pougy, à 30 km au nord-est de Troyes, dans le département de l'Aube en région Grand Est.

## Localisation
Elle est située à l'entrée du village de Pougy, du côté de Verricourt, sur la rive droite de la route en direction d'Arcis et près de la rive gauche de l'Auzon.
Elle était placée dans la basse-cour du château de Pougy, détruit durant la première moitié du XVIIIe siècle.

## Histoire

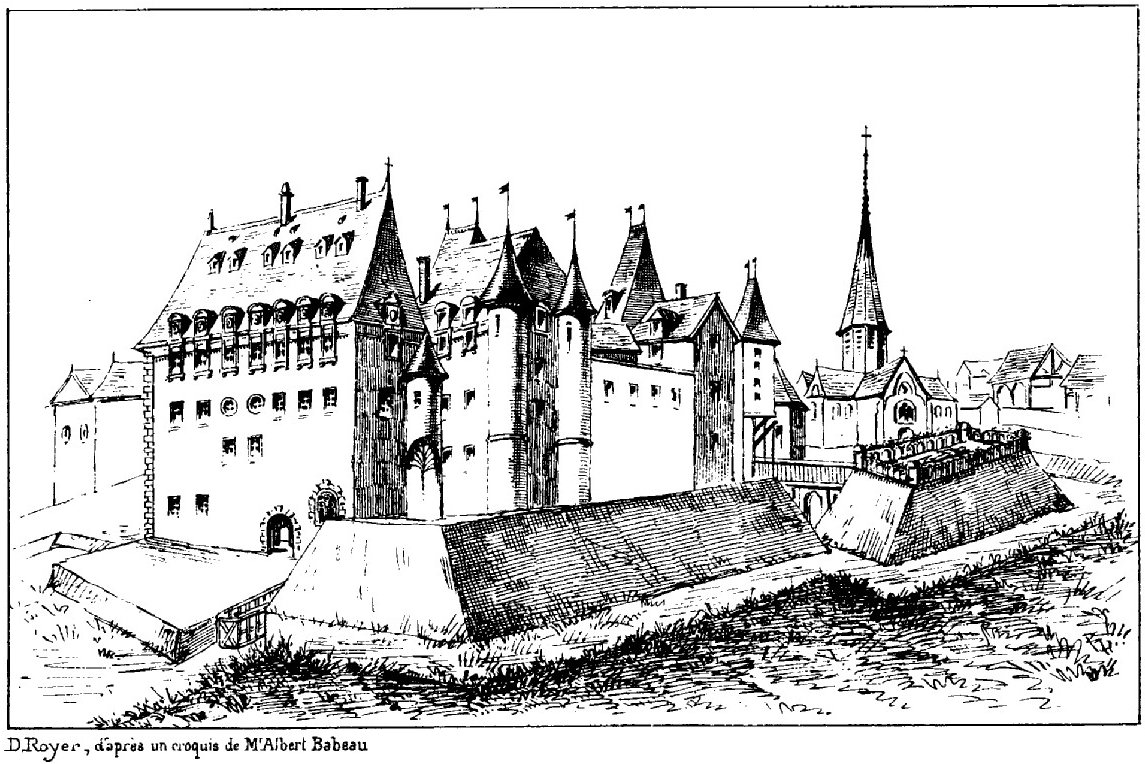
Vue imagée du début du XVIIe siècle du château de Pougy avec l'église Saint-Nicolas en arrière-plan.

L'église Saint-Nicolas est initialement la chapelle castrale du château de Pougy,.
Fin 1148 ou début 1149, durant son retour de la deuxième croisade, le comte Henri Ier de Champagne, accompagné d'Eudes de Pougy, traverse en mer une tempête particulièrement violente. Il fait vœu à saint Nicolas que s'il peut revoir son pays, il établirait alors un chapitre de trois chanoines dans l'église de Pougy, ce qui fut fait cinq ans plus tard, le 8 avril 1154. À cette libéralité, le seigneur de Pougy et ses frères Manassès et Renaud y ajoutèrent deux autres chanoines et divers autres dons.
En 1184, Manassès, alors évêque de Troyes depuis trois années, fait plusieurs dons à la collégiale Saint-Nicolas.
En 1790, après la Révolution française, le chapitre disparait et seul demeure le curé. La collégiale ne devient ainsi plus que paroissiale.

## Architecture
Son plan est en forme de croix latine.
Abside, nef et partie du transept du XIIe siècle mais remaniés au XVe siècle, le reste est des XIVe et XVIe siècles.

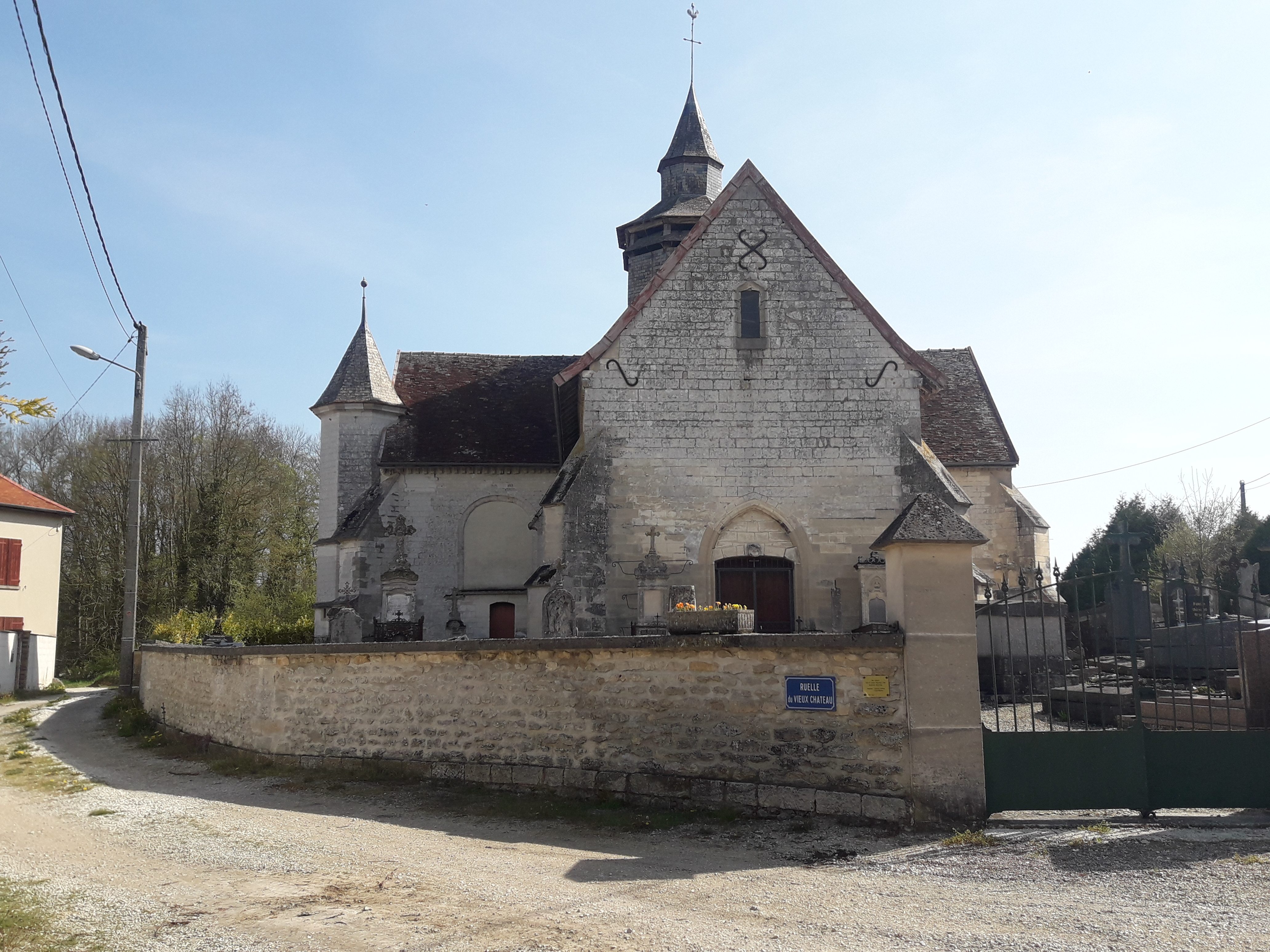
Église Saint-Nicolas de Pougy.

## Personnalité

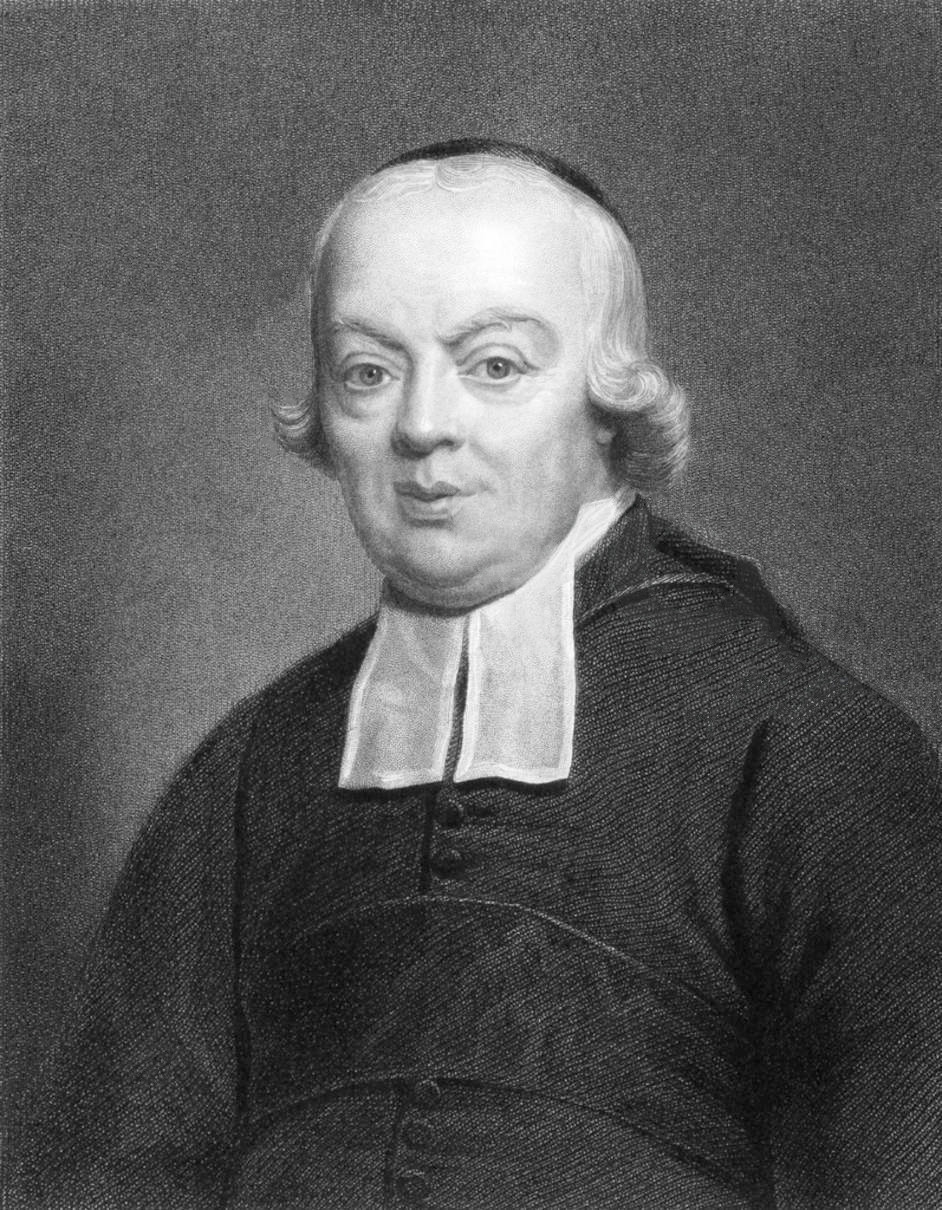
Charles-Michel de L'Épée, fondateur de la première école publique pour les sourds.

Charles-Michel de L'Épée, appelé abbé de L'Épée, précurseur de l'enseignement spécialisé dispensé aux sourds, fut chanoine à Pougy.
Alors curé de Saint-Benoît de Feuges puis diacre de la chapelle du palais épiscopal de Troyes, il obtient le canonicat le 29 mars 1738 à la suite de la résignation du titulaire Pierre Lorrin, et le 5 avril suivant, il est ordonné prêtre. Il renonce à son tour à cette charge le 24 juillet 1739.